# Euchone capensis
Euchone capensis är en ringmaskart som beskrevs av Francis Day 1961. Euchone capensis ingår i släktet Euchone och familjen Sabellidae. Inga underarter finns listade i Catalogue of Life.